# Cinnamodendron dinisii
A pimenteira (nome científico: Cinnamodendron dinisii) é uma espécie de canelácea, endêmica do Brasil.

## Etimologia
O epíteto específico — dinisii — é uma homenagem a Henrique Diniz.

## Descrição
Árvore perenifólia, heliófita. Sua altura atinge até 23 m e seu diâmetro  até 60 cm.

## Distribuição
Esta espécie é endêmica do Brasil, com ocorrência nos estados do Mato Grosso, Minas Gerais, São Paulo, Paraná, Santa Catarina e Rio Grande do Sul.